# Carazinho (gemeente)
Carazinho is een gemeente in de Braziliaanse deelstaat Rio Grande do Sul. De gemeente telt 60.388 inwoners (schatting 2009).